# 當歸煎丸
當歸煎丸屬於中醫方劑的經產劑，來自嚴用和，由8味中藥組成，是用以治療虛熱帶下的常用方劑，症狀常見赤白帶下，腹中疼痛，不飲食，身體羸瘦。《醫方集解》將本方歸於足少陰厥陰藥。
本方的組成包括當歸、續斷、阿膠、熟地黃、白芍藥、赤芍藥、牡蠣、地榆 。醋糊為丸，米飲下。
依據傳統的中醫方義解釋，當歸、白芍、熟地、續斷、阿膠，能補肝滋腎，以治血虛。牡蠣、地榆，可清熱收脫，以止帶下。赤芍酸寒，能散惡血，去瘀所以生新，散之所以收之。